# اچ‌ای‌پی‌پی‌اس
اچ ای پی پی اس (به انگلیسی: HEPPS) با فرمول شیمیایی C9H20N2O4S یک ترکیب شیمیایی با شناسه پاب‌کم 85255 است. که جرم مولی آن ۲۵۲٫۳۳۲ گرم بر مول می‌باشد. 